# Liste des maires de La Chapelle-Hullin
Cet article donne la liste des maires de la commune de La Chapelle-Hullin dans le département de Maine-et-Loire.

## Liste des maires successifs
| Période                                  | Période  | Identité                     | Étiquette | Qualité     |
| ---------------------------------------- | -------- | ---------------------------- | --------- | ----------- |
| 1792                                     | 1800     | Joseph-René-François Lasnier |           |             |
| 1800                                     | 1813     | Jean Poché                   |           |             |
| 1813                                     | 1816     | François Poché               |           |             |
| 1816                                     | 1844     | Vital Poché                  |           |             |
| 1844                                     | 1874     | Lemanceau                    |           |             |
| 1874                                     | 1881     | Vital Poché                  |           |             |
| 1881                                     | 1888     | Pierre Madiot                |           |             |
| 1888                                     | 1892     | Eugène Poché                 |           |             |
| 1892                                     | 1904     | Édouard Galisson             |           |             |
| 1904                                     | 1908     | Julien Delaunay              |           |             |
| 1908                                     | 1919     | Joseph Delahaye              |           |             |
| 1919                                     | 1945     | Alphonse Rabin               |           |             |
| 1945                                     | 1959     | Prosper Chevalier            |           |             |
| 1959                                     | 1965     | Louis Guetny                 |           |             |
| 1965                                     | 1971     | Alexandre Chevalier          |           |             |
| 1971                                     | 1995     | Louis Jugé                   |           | agriculteur |
| 1995                                     | 2014     | Thierry Delaunay             |           |             |
| 2014                                     | En cours | Dominique Delaunay           |           |             |
| Les données manquantes sont à compléter. |          |                              |           |             |

## Pour approfondir